# آرثر ألان توماس
آرثر ألان توماس (بالإنجليزية: Arthur Allan Thomas)‏ هو فلاح نيوزيلندي، ولد في 2 يناير 1938.